# Haven (pel·lícula)
Haven és una pel·lícula de 2004 dirigida per Frank Flowers i coproduïda entre Estats Units, Regne Unit, Alemanya i Espanya. Dos astuts homes de negocis volen cap a les illes Caiman per tal d'eludir la persecució judicials del govern. Aquesta fugida causa llavors una reacció en cadena que portarà un britànic a cometre un homicidi amb conseqüències inimaginables.

## Argument
Un home de negocis corrupte i cobejós, Carl Ridley (Bill Paxton), està fugint del govern amb la seva filla de 18 anys, Pippa (Agnes Bruckner). Pippa no està contenta amb el fet de deixar als seus amics i una vida còmoda a Miami per anar a les Illes Caiman.
En arribar a les illes, Ridley està preocupat. Els bancs estan tancant ràpidament i ha de trobar un lloc net per guardar els seus diners robats. Mentrestant, Pippa troba un nadiu de l'illa Fritz (Victor Rasuk) dormint una nit en el seu llit. Ell fuig per la finestra, deixant la seva cartera. Ella després troba a Fritz a la platja per tornar-li la seva cartera i es fa amiga d'ell.
Fritz està disposat a mostrar-li l'illa, incloent les seves festes salvatges. Però ell li deu diners al cap de l'illa, Ritchie Ritch (Raz Adoti), i quan ell observa al pare de Pippa desembolicant una enorme quantitat de diners en efectiu que havia guardat al voltant del seu tors, Fritz s'intriga. Pippa no és conscient que ella està portant al seu pare a més problemes dels que tenia als Estats Units.

## Repartiment
- Orlando Bloom: Shy
- Zoë Saldaña: Andrea
- Victor Rasuk: Fritz
- Bill Paxton: Carl Ridley
- Stephen Dillane: Mr. Allen
- Razaaq Adoti: Richie Rich
- Agnes Bruckner: Pippa Ridley
- Joy Bryant: Sheila
- Bobby Cannavale: Tinent
- Lee Ingleby: Patrick
- Anthony Mackie: Hammer
- Sarah Carter: Chanel
- Ky-Mani Marley: John the Baptist
- Jake Weber: policia
- Mpho Koaho: Kimo